# Grèce aux Jeux olympiques d'hiver de 1964
La Grèce participe aux Jeux olympiques d'hiver de 1964, organisés à Innsbruck en Autriche. Ce pays prend part aux Jeux olympiques d'hiver pour la cinquième fois de son histoire. La délégation grecque, formée de trois hommes, ne remporte pas de médaille.

## Résultats

### Ski alpin
| Athlète              | Épreuve             | Course        | Course |
| Athlète              | Épreuve             | Temps         | Rang   |
| -------------------- | ------------------- | ------------- | ------ |
| Konstantinos Karydas | Descente hommes     | 3 min 10 s 09 | 73     |
| Vasilios Makridis    | Slalom géant hommes | 2 min 57 s 79 | 78     |
| Konstantinos Karydas | Slalom géant hommes | 2 min 35 s 89 | 73     |
| Dimitrios Pappos     | Slalom géant hommes | 2 min 35 s 52 | 72     |

| Athlète              | Qualification | Qualification | Qualification | Qualification | Manche finale | Manche finale     | Manche finale     | Manche finale     | Manche finale     | Manche finale     |                   |
| Athlète              | Temps 1       | Rang          | Temps 2       | Rang          | Temps 1       | Rang              | Temps 2           | Rang              | Total             | Rang              |                   |
| -------------------- | ------------- | ------------- | ------------- | ------------- | ------------- | ----------------- | ----------------- | ----------------- | ----------------- | ----------------- | ----------------- |
| Dimitros Pappos      | Slalom hommes | 1 min 42 s 76 | 83            | Disqualifié   | –             | N'a pas participé | N'a pas participé | N'a pas participé | N'a pas participé | N'a pas participé | N'a pas participé |
| Konstantinos Karydas | Slalom hommes | 1 min 31 s 51 | 82            | 1 min 37 s 46 | 55            | N'a pas participé | N'a pas participé | N'a pas participé | N'a pas participé | N'a pas participé | N'a pas participé |
| Vasilios Makridis    | Slalom hommes | 1 min 19 s 70 | 77            | 1 min 40 s 27 | 56            | N'a pas participé | N'a pas participé | N'a pas participé | N'a pas participé | N'a pas participé | N'a pas participé |